# Александър Велики (хотел в Солун)
Вижте пояснителната страница за други значения на Александър Велики.
„Александър Велики“ (на гръцки: Ξενοδοχείο «Μέγας Αλέξανδρος») е исторически хотел в град Солун, Гърция.

## Местоположение
Зданието е разположено на улица „Йон Драгумис“ на ъгъла с улица „Егнатия“.

## История
Сградата на хотела е построена в 1920 година по проект на архитект Тр. Нацис. Разрешението за строеж е едно от първите, издадено след големия пожара от 1917 година. В зданието се помещават търговски предприятия, основно на приземния етаж, а към началото на XXI век са видими признаци на занемаряване на фасадата.

## Архитектура
В архитектурно отношение сградата е се състои от партер и два етажа. Призеният етаж, етажите, короната и отворите са организирани симетрично в хоризонтални и вертикални зони. Отворите на първата са правоъгълни с геометрична украса върху преградите, докато на втората са полукръгли с релефни растителни декорации върху преградите, които не всички са запазени в еднаква степен. Парапетът е изграден, геометрично декориран, докато по оста на главния вход е обособено с балюстради. Декоративното настроение се проявява и чрез гравиране върху покритието.